# Danowo (powiat giżycki)
Danowo (niem. Dannowen, od 1938 r. Dannen) – wieś w Polsce położona w województwie warmińsko-mazurskim, w powiecie giżyckim, w gminie Miłki.
W latach 1975–1998 miejscowość należała administracyjnie do województwa suwalskiego.